# 比亞韋斯托克–明斯克戰役
比亞韋斯托克—明斯克戰役是1941年納粹德國入侵蘇聯的巴巴羅薩作戰開始階段的其中一場邊境戰役，戰役從1941年6月22日至6月29日，它是德軍包圍蘇聯紅軍的其中一場大型包圍戰。

## 背景

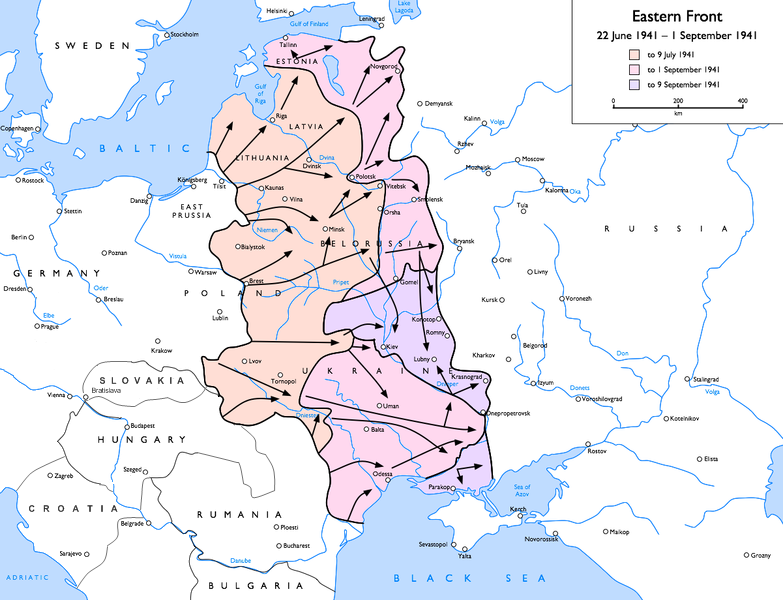
巴巴羅薩作戰開始時之蘇德戰爭形勢

德國中央集團軍被給與從波蘭經比亞韋斯托克—明斯克—斯摩棱斯克軸線進攻莫斯科的任務，由陸軍元帥費多爾·馮·博克指揮，中央集團軍擁有德國第9軍團及第4軍團. 其裝甲兵力是赫爾曼·霍特的第3裝甲集團及海因茨·古德里安的第2裝甲集團，兩個步兵軍團共有33個步兵師，裝甲集團共有9個裝甲師、6個機械化師及1個騎兵師，中央集團軍由德國空軍第2航空隊提供空中支援，面對中央集團軍的是蘇聯從西部特別軍區改名的西方方面軍，由德米特里·巴甫洛夫上將指揮，在前線的包括蘇聯第3軍團、第4軍團及第10軍團，第13軍團作為預備隊及只有最高統帥部可以調動，西方方面軍共有25個狙擊及騎兵師、13個坦克師及7個摩托化師。
紅軍在白俄羅斯的部署是建基於在波蘭戰役中德軍的進攻理念，不過在1939年瓜分波蘭後令兩翼有所削弱，這令德意志國防軍能進行雙重包圍將西方方面軍的大部份兵力於明斯克西面的比亞韋斯托克及新格魯多克包圍消滅。

## 戰鬥序列

### 德軍
- 中央集团军群
  - 第3装甲集团军
    - 第49軍
    - 第57軍
    - 第6軍

  - 第9集团军
    - 第5军
    - 第8军
    - 第10軍

  - 第4集团军
    - 第7军
    - 第9军
    - 第12军
    - 第13军
    - 第18軍

  - 第2装甲集团军
    - 第24裝甲軍
    - 第46裝甲軍
    - 第47裝甲軍
    - 第10步兵师
    - 第1骑兵师

  - 预备役：第2集团军
    - 第35軍
    - 第42軍
    - 第53軍
    - 第286警衛师

## 戰役過程
在德軍的突然襲擊下，西方方面軍的通訊系統及機場遭到德國空軍炸毀，這影響了方面軍的防衛力量，面對中央集團軍的共有蘇軍4個軍，包括西方方面軍的第3、第4、第10及西北方面軍的第11軍團，蘇軍控制了以比亞韋斯托克為中心的一片土地，在比亞韋斯托克後面的是明斯克，這是連繫莫斯科的鐵路及公路中心。
在北面第3裝甲集團的進攻，切斷了蘇軍第11軍團與西方方面軍之間的連繫及渡過尼曼河，第2裝甲集團渡過了布格河及於翌日突入蘇聯境內40公里，裝甲部隊的目的是攻佔明斯克及阻止任何蘇軍撤退，在裝甲部隊在外圍進攻的同時，第9軍團及第4軍團為孤立守軍，開始在比亞韋斯托克附近包圍蘇軍，6月23日蘇軍第10軍團根據戰前計劃發動反攻，但是失敗了，6月24日巴甫洛夫命令其屬下，巴特可夫少將率領蘇軍第6機械化軍、第11機械化軍及第6騎兵軍向戈羅德諾發動反攻以阻止德軍在比亞韋斯托克附近包圍蘇軍，這次反攻以失敗告終及付出大量死傷，雖然有一些被包圍的部隊可以突破包圍圈，6月25日晚上德軍第47裝甲軍在索爾尼姆及沃爾科維斯克之間切斷蘇軍，迫使巴甫洛夫命令部隊向在索爾尼姆的夏拉河撤退以避免被包圍，很多部隊無力對抗德軍，而且由於燃料及運輸車輛的大量損失，部隊只能徒步撤退，這場撤退開始於明斯克南面一帶。
5天後的6月27日裝甲兵之父的古德里安指揮的第2裝甲集團與霍特指揮的第3裝甲集團在明斯克會師，裝甲部隊已深入蘇聯境內200公里，這相當於邊境到莫斯科距離的三分之一，這是令人震驚的戰果，6月28日第9及第4軍團在比亞韋斯托克以東會師，因而將蘇軍包圍在兩個包圍圈內：一個較大的比亞韋斯托克包圍圈包圍了蘇軍第10軍團及一個較細的沃爾科維斯克包圍圈包圍了蘇軍第3及第13軍團，最終，在17天內西方方面軍的625,000人損失了420,000人，6月29日白俄羅斯首府明斯克落入德意志國防軍手中，而由蘇軍第20機械化軍及第4空降軍發動之反攻也歸於失敗，6月30日包圍圈已完全被封鎖，蘇軍的第3、第10、第13軍團全部及第4軍團之一部共20個師向德軍投降，而蘇軍第4軍團的殘餘向東面的別列津納河撤退。

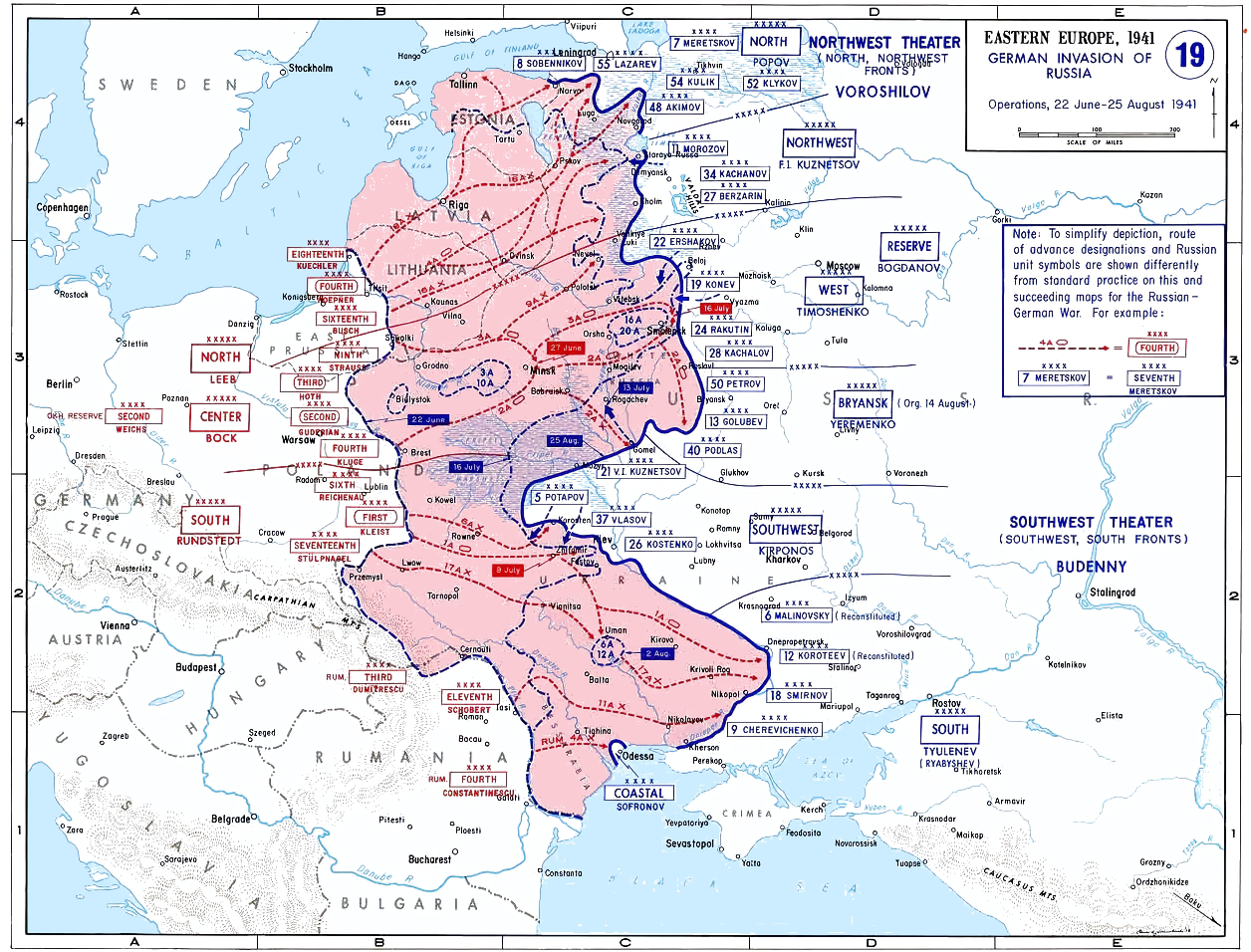
比亞韋斯托克-明斯克戰役時德軍進攻路線圖

## 影響
令德軍驚訝的是，陷入巨大包圍圈的蘇軍仍然堅持戰鬥，因德軍步兵欠缺摩托化運輸下，包圍圈仍有較多空隙，所以很多蘇軍仍然能緩慢撤退，這是阿道夫·希特勒極其希望避免的，最後蘇軍共有341,073人名士兵陣亡或被俘、9,427門大炮及4,799輛坦克被擊毀，但仍有250,000名蘇聯士兵能逃走，當希特勒知道在比亞韋斯托克及明斯克的勝利只是局部的時候，他有一些反責，他指責裝甲部隊將領在戰線上留下太多空隙及命令他們當封閉包圍圈時停止向東推進接近一個星期以等待步兵部隊跟上，他們擔心如果裝甲部隊失去衝擊力後，蘇聯在第聶伯河及道加瓦河的防守將會被加強。
但是向東的快速進攻令德意志國防軍能從地面快速向斯摩棱斯克推進，這是進攻莫斯科的前奏，它亦令德意志國防軍最高統帥部充斥樂觀情緒，因為德軍最高統帥相信德國對蘇聯的戰爭在開戰後最初數天已經取得勝利。
方面軍司令巴甫洛夫大將及其前線軍官被傳召到莫斯科，由於組織防守不力及未經戰鬥而撤退，因而被處決，其家屬根據內務人民委員部第486號命令被判為叛國者而被驅逐出國。他們於1956年獲得平反。

## 來源
- Ziemke, E.F. 'Moscow to Stalingrad'
- David M. Glantz, House, Jonathan When Titans Clashed (1995)
- David M. Glantz, Barbarossa: Hitler's Invasion of Russia 1941 (2001) ISBN 075241979X
- The initial period of war on the Eastern Front, 22 June-August 1941 : proceedings of the Fourth Art of War Symposium, Garmisch, FRG, October 1987 / edited by David M. Glantz ISBN 0714633755.
- Bryan I. Fugate and Lev Dvoretsky, Thunder on the Dnepr : Zhukov-Stalin and the defeat of Hitler's Blitzkrieg
- Liedtke, Gregory. . Helion and Company. 2016. ISBN 978-1910777756.
- Geyer, H. Das IX. Armeekorps im Ostfeldzug

1. ↑  Liedtke 2016，第128頁.
2. 1 2  Liedtke 2016，第127頁.